# Mary A. Bachelor
Mary A. Bachelor, född 1829 i Harris County i Georgia, död 30 november 1905 i Lafayette i Alabama, var en amerikansk prästdotter och psalmförfattare. Hon var gift med Isaac Moreland Hightower (1822–1865).
Diktade Bury thy sorrow, vars tre verser översatts till svenska av okänd översättare. Publicerad i Ira David Sankey Sacred songs under tidigt 1870-tal. Psalmen tonsatt av Philip Paul Bliss.

## Psalmer
- Gräv ned uti djupet nr 284 i Svenska Missionsförbundets sångbok 1920. Det framgår inte vem som har gjort översättningen till svenska.